# Nguyễn Thị Thứ
Nguyễn Thị Thứ (1904 – 10 tháng 12 năm 2010) là người được Nhà nước Cộng hòa Xã hội Chủ nghĩa Việt Nam trao tặng danh hiệu Bà mẹ Việt Nam anh hùng. Bà sinh tại xóm Rừng, thôn Thanh Quýt, xã Điện Thắng Trung, thị xã Điện Bàn, tỉnh Quảng Nam. Bà có chồng, 9 người con trai, một con rể và 2 cháu ngoại là liệt sĩ, là người mẹ có nhiều con cháu hy sinh nhất trong cả hai cuộc chiến tranh chống Pháp chống Mỹ kéo dài gần 30 năm (từ năm 1948 đến ngày 30 tháng 4 năm 1975). Bà trở thành bà mẹ Việt Nam anh hùng tiêu biểu, được lấy làm nguyên mẫu xây dựng tượng đài Bà mẹ Việt Nam anh hùng tại tỉnh Quảng Nam trong dịp kỷ niệm 60 năm Ngày Thương binh – Liệt sĩ. Bà mất vào lúc 01 giờ 40 phút sáng ngày 10 tháng 12 năm 2010 tại Đà Nẵng.

## Tiểu sử
Theo tấm thẻ căn cước công dân do Việt Nam Cộng hoà cấp số 02238802, năm sinh của bà Nguyễn Thị Thứ là 1902. Giấy chứng minh nhân dân số 200624222 do Cộng hòa Xã hội chủ nghĩa Việt Nam cấp lại ghi năm sinh của bà là 1904. Bà sinh tại xóm Rừng ở xã Điện Thắng Trung, thị xã Điện Bàn, tỉnh Quảng Nam. Vùng đất này có nhiều bà mẹ Việt Nam anh hùng, riêng xã Điện Thắng Trung đã có 14 người.
Trong hai cuộc Chiến tranh chống Pháp chống Mỹ, bà Nguyễn Thị Thứ lần lượt nhận 9 giấy báo tử của các con. Tại khu vườn của nhà bà có 5 hầm bí mật, nơi bà và con gái đầu Lê Thị Trị nuôi giấu nhiều cán bộ, bộ đội, du kích Quân Giải phóng miền Nam Việt Nam. Trên miệng hầm bà thả hàng chục con bò ăn cỏ ngay trong vườn. Lúc không có quân đối phương, hai mẹ con bà mở hé cửa hầm cho họ dễ thở, khi có động thì lại giả vờ đi coi bò để chỉnh sửa, ngụy trang lại miệng hầm.
Bà Nguyễn Thị Thứ đã được Chủ tịch nước Cộng hòa Xã hội Chủ nghĩa Việt Nam và Quốc hội Việt Nam trao tặng danh hiệu Bà mẹ Việt Nam anh hùng vào ngày 17 tháng 12 năm 1994. Khi đến thăm bà, Tổng bí thư Nông Đức Mạnh đã cầm tay bà và nói: "Mẹ đã tiếp thêm nghị lực cho chúng con vững bước. Mẹ là Mẹ Việt Nam".

## Hiện vật và sự vinh danh
Bức tượng Bà mẹ Việt Nam anh hùng Nguyễn Thị Thứ do tác giả Nguyễn Long Biểu sáng tác bằng đá sa thạch hiện được trưng bày tại khu vực ngoài trời của Bảo tàng Lịch sử Quân sự Việt Nam. Chiếc nồi đồng bà dùng nấu cơm, đun nước uống cho chồng và các con cùng bộ đội, cán bộ cách mạng trong cuộc Chiến tranh Việt Nam được trưng bày trong chuyên đề Bà Mẹ Việt Nam anh hùng của bảo tàng này.
Ngày 27 tháng 7 năm 2009, tại tỉnh Quảng Nam đã khởi công xây dựng Tượng đài Mẹ Việt Nam anh hùng và khu tưởng niệm mang tầm vóc quốc gia lấy nguyên mẫu hình tượng của bà. Dựa theo thiết kế của họa sĩ Đinh Gia Thắng, tượng đài được xây dựng trên diện tích 15 ha trên đỉnh núi Cấm, thuộc thôn Phú Thạnh, xã Tam Phú, thành phố Tam Kỳ. Tổng mức đầu tư cho tượng đài là hơn 411 tỷ đồng được huy động từ nguồn vốn ngân sách và đóng góp của các tổ chức, cá nhân . Đây là tượng đài về Mẹ Việt Nam lớn nhất cả nước.

## Thông tin thêm
Con gái cả của bà Nguyễn Thị Thứ là Lê Thị Trị (qua đời ngày 4/5/2025, hưởng thọ 106 tuổi) cũng được Chủ tịch nước Cộng hòa Xã hội Chủ nghĩa Việt Nam trao tặng danh hiệu bà mẹ Việt Nam anh hùng vào ngày 30 tháng 4 năm 2007, vì có chồng và hai con gái là liệt sĩ: 
- Chồng bà Lê Thị Trị là ông Ngô Tưởng, tham gia cách mạng từ thời chống Pháp và bị bắt năm 1956. Sau nhiều ngày bị tra tấn nhưng ông vẫn không khai báo nên ông bị giam vào xà lim. Bị đánh đập đến kiệt sức, khi bị nhốt vào xà lim lại bị tra tấn bằng cách cho nước nhỏ miết lên đầu nên chỉ sau mấy tiếng đồng hồ ông đã chết cóng.[cần dẫn nguồn] Sáng hôm sau, các cai ngục bắt bạn tù đưa xác ông ra chôn tại bãi cát Cẩm Hà (Hội An).
- Cô con gái đầu của Lê Thị Trị là Ngô Thị Cúc bị đối phương bắt năm 1969 cùng bà Trị, cả hai bị tra tấn nhưng vẫn không khai. Sau ba năm giam cầm, tra khảo nhưng không khai thác được gì nên đối phương phải trả tự do cho cả hai người. Ra tù (năm 1972), Cúc liền gia nhập lực lượng du kích xã và đến năm sau bà đã hy sinh trong một chuyến công tác vào địa bàn của chế độ VNCH kiểm soát.
- Người con út của Lê Thị Trị là Ngô Thị Điểu chưa tròn 16 tuổi đã trở thành giao liên. Tháng 8 năm 1970, cô Điểu bị thương nặng và bị lính Mỹ bốc lên máy bay đưa thẳng ra tàu thủy đậu ở ngoài khơi biển Đông để tra hỏi, nhưng chưa tra hỏi được gì thì cô đã chết.

Bà Nguyễn Thị Thứ đã qua đời hồi 1 giờ 40 phút ngày 10 tháng 12 năm 2010, thượng thọ 106 tuổi, an táng tại Nghĩa trang liệt sĩ huyện Điện Bàn ở xã Điện Thắng Trung. Sự ra đi của bà để lại nhiều điều nuối tiếc cho Nhà nước Việt Nam, rất nhiều lãnh đạo cấp cao đã đến dự viếng tang lễ của bà, nhiều tờ báo đã cập nhật thông tin về tiểu sử và tang lễ của bà, đặc biệt là báo Nhân Dân.
Từ tháng 12 năm 2011, tại thị trấn Vĩnh Điện, huyện Điện Bàn có con đường tên là Mẹ Thứ.